# Südlicher Tamandua
Der Südliche Tamandua (Tamandua tetradactyla) ist ein Ameisenbär aus der Gattung der Tamanduas. Sein Verbreitungsgebiet erstreckt sich über weite Teile Südamerikas östlich der Anden, wo er verschiedene Landschaftsräume bewohnt, die aber mehr oder weniger baumbestanden sind. Dort ist er einzelgängerisch und bewegt sich sowohl auf Bäumen als auch auf dem Boden fort. Die Hauptnahrung besteht aus staatenbildenden Insekten. Pro Wurf wird in der Regel ein Jungtier geboren. Nahe verwandt ist der Nördliche Tamandua, der erst seit 1975 als eigenständige Art angesehen wird. Der Gesamtbestand des Südlichen Tamandua gilt als nicht bedroht.

## Merkmale

### Habitus
Der Südliche Tamandua ist eine mittelgroße Ameisenbärenart und erreicht eine Kopf-Rumpf-Länge von 35 bis 65, gelegentlich auch bis zu 88 cm, zuzüglich eines Schwanzes von 37 bis 67 cm Länge. Die Schulterhöhe beträgt rund 30 cm, während das Gewicht etwa zwischen 3,5 und 7,0 kg variiert; allgemein sind Weibchen etwas kleiner als Männchen. Im Schnitt ist der Südliche Tamandua damit ein wenig größer als seine Schwesterart, der Nördliche Tamandua (Tamandua mexicana). Die Grundfarbe des mit 4 cm Haarlänge recht kurzhaarigen Fells ist cremegelb bis orangegelb am Kopf, dem Rücken und den Beinen sowie am Schwanz. Häufig ist am Oberkörper eine dunklere, an eine Weste erinnernde Zeichnung vorhanden. Im Gegensatz zum Nördlichen Tamandua, der stets eine solche schwarze Weste auf beigefarbenem oder hellbraunem Grund trägt, ist diese beim Südlichen Tamandua weniger deutlich oder verblasst. Lediglich bei den südlichsten Populationen des Südlichen Tamanduas ist eine derartige schwarze Weste deutlich ausgebildet. Die Fellfärbung dient als Tarnung in den Bäumen, da ein potentieller Fressfeind durch die Brechung der Farbe das Tier nicht vollständig erfassen kann. Extrem selten sind bisher albinotische Individuen belegt. Der Schwanz ist weniger buschig behaart als beim Großen Ameisenbären (Myrmecophaga tridactyla), allerdings erreichen die Haare an der Schwanzwurzel bis zu 9 cm Länge, die Schwanzspitze ist aber eher unbehaart und dient als Greiforgan. Der robuste Kopf weist eine verlängerte, konische Schnauze auf, die aber nicht so deutlich ausgeprägt erscheint wie beim Großen Ameisenbär. Das Maul, welches völlig zahnlos ist, beherbergt eine bis zu 40 cm lange Zunge, welche mit einem klebrigen Speichel bedeckt ist. Die Augen sind eher klein und die Ohren deutlich gerundet und mit etwa 5,0 bis 5,4 cm Länge größer als beim Nördlichen Tamandua. Meist haben die Schnauzenspitze und die Augenregion eine etwas dunklere Färbung als der Rest des Kopfes. Die Gliedmaßen sind allgemein kurz, aber kräftig. Am Vorderfuß befinden sich vier Zehen, daher auch das Artepithet tetradactylus – der Vierzehige, mit deutlich ausgeprägten, sichelförmig gebogenen Krallen, wobei die dritte Kralle am längsten ist; ein rudimentär ausgeprägter fünfter Zeh ist krallenlos. Am Hinterfuß, der durchschnittlich rund 9 cm lang wird, sitzen dagegen fünf, etwas verlängerte Zehen mit kürzeren Krallen, die eine Anpassung an das Klettern in Bäumen darstellen.

### Schädel- und Skelettmerkmale
Der Schädel erreicht eine durchschnittliche Länge von 12 cm und am Gehirnschädel eine Breite von 4,1 bis 4,3 cm. Das Rostrum ist ausgezogen und umfasst etwa die Hälfte der Schädellänge, allerdings ist das Nasenbein mit 4,5 cm Länge kürzer als das Stirnbein. Markant sind die nur rudimentär ausgebildeten Jochbeine. Vor allem am Schädel gibt es einige äußerlich nicht sichtbare Unterscheidungsmerkmale, die für die Abgrenzung des Südlichen vom Nördlichen Tamandua entscheidend sind. Hierzu gehören die Form des Foramen infraorbitale mit einer unvollständigen Randbegrenzung und mit einer geringeren Anzahl (drei Paare) an kleinen Vertiefungen nahe der Augenhöhle. Der eher grazil gebaute Unterkiefer wird bis zu 11 cm lang.
An der Wirbelsäule kommen 17 Brust- und 3 Lendenwirbel vor, doch können auch 18 Brust- und nur 2 Lendenwirbel auftreten. Die typischen xenarthrischen Gelenke (Nebengelenke) sind dabei meist an den 3 bis 4 hintersten Brust- und den Lendenwirbeln zu beobachten. Die Rippen besitzen im Gegensatz zu anderen Ameisenbären nur gering ausgebildete Verbreiterungen an den hinteren Enden. Die Anzahl der Schwanzwirbel umfasst 31 bis 39 und ist damit niedriger als beim Nördlichen Tamandua mit 40 bis 42.

### Sinnesleistungen und Lautäußerungen
Der Sehsinn und das Gehör sind beim Südlichen Tamandua eher wenig ausgeprägt, dafür ist der Geruchssinn sehr gut entwickelt und wird bei der Nahrungssuche eingesetzt. Dabei ist er ein geräuschvolles Tier, das häufig grunzende Laute beim Fressen von sich gibt.

## Verbreitung

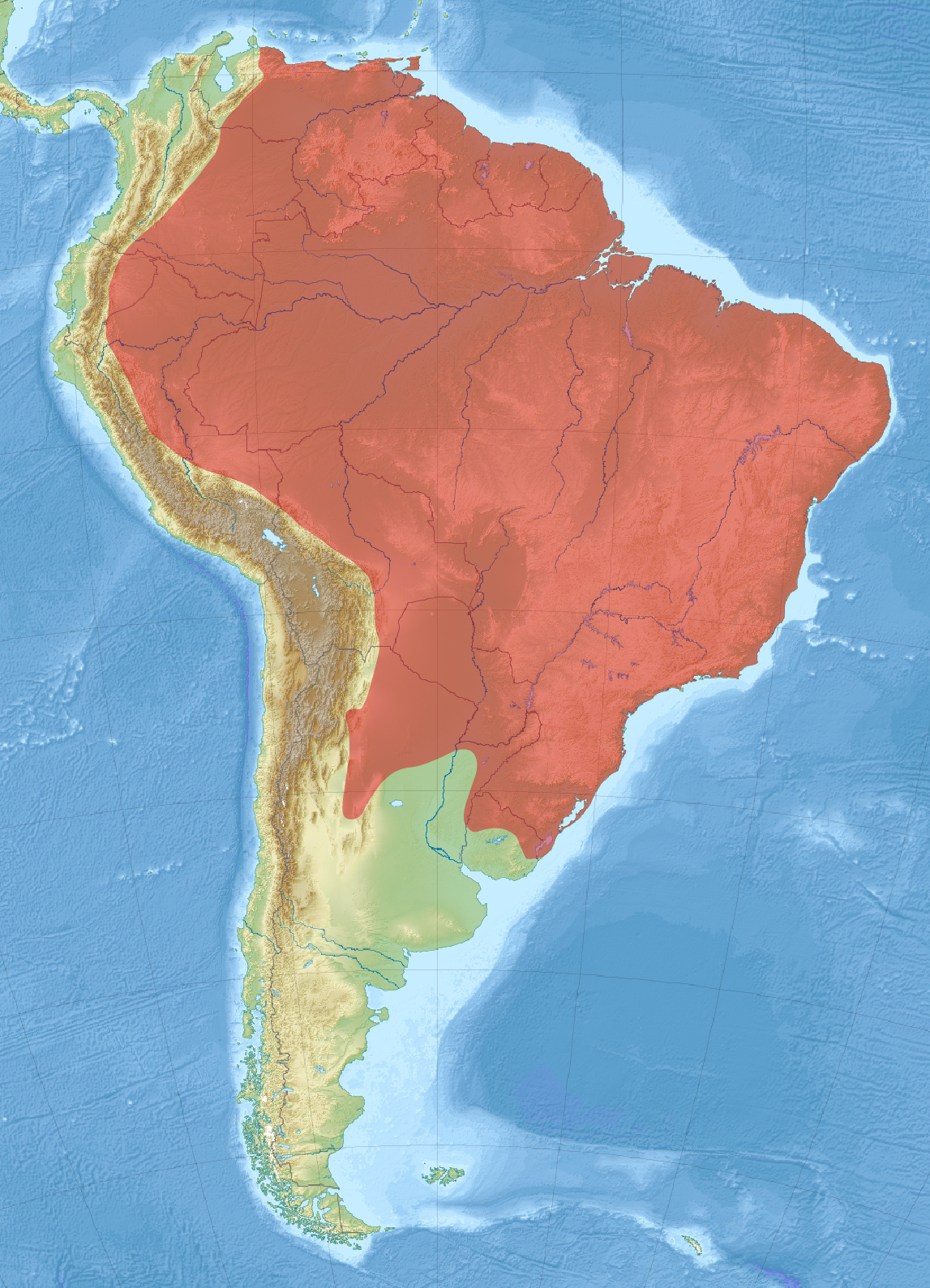
Verbreitungsgebiet

Der Südliche Tamandua bewohnt Südamerika östlich der Anden. Das Verbreitungsgebiet reicht somit vom Süden Kolumbiens und von Venezuela über Surinam, Brasilien in den Norden Argentiniens und Uruguays, in letzterem Staat wurde er erst in den 1990er Jahren nachgewiesen. Zudem hat er sich auf der Insel Trinidad vor der Nordküste Südamerikas angesiedelt. Dabei lebt die Tamanduaart in Gebieten vom Meeresspiegelniveau bis zu Höhen von etwa 2000 m, der höchste Nachweis bisher stammt aus dem Reserva Nacional El Nogalar de Los Toldos in der nordargentinischen Provinz Salta und liegt bei 2355 m. Das gesamte Verbreitungsgebiet wird mit 12,8 Millionen Quadratkilometern angegeben, wobei die Größe des tatsächlich bewohnten Gebietes unbekannt ist. Möglicherweise erfolgte in jüngerer Zeit eine Verschiebung der Südgrenze des Lebensraumes, da seit 2009 auch mehrere Individuen aus der argentinischen Provinz San Luis berichtet wurden. Insgesamt ist der Südliche Tamandua in recht unterschiedlichen Habitaten anzutreffen. So kommt er in tropischen Regenwäldern, in Mangrovenwäldern, in den Atlantischen Küstenwäldern (Mata Atlântica) und in Galeriewäldern in der Nähe von Savannenlandschaften vor. Ferner bewohnt er unter anderem auch die Trockenwälder des Gran Chaco und die feuchteren Wälder des Pantanal, während er im brasilianischen Mato Grosso vorwiegend in Wäldern auftritt, die mit Attalea-Palmen bestanden sind. Allgemein sollten die besiedelten Gebiete einen dichten Unterbewuchs und eine Nähe zu Wasser aufweisen. Die Dichte der Population ist abhängig vom Lebensraum und erreicht im Pantanal 0,34 Individuen je Quadratkilometer, in Waldlandschaften ist sie mit 0,41 Individuen auf derselben Fläche etwas größer, ebenso in etwas offeneren Landschaften wie dem Cerrado mit 0,39. Am geringsten ist sie in Überflutungsebenen mit 0,12 Tieren auf einem Quadratkilometer. Eine wesentlich höhere Populationsdichte wurde mit 3 Individuen je Quadratkilometer in Venezuela beobachtet.

## Lebensweise

### Territorialverhalten

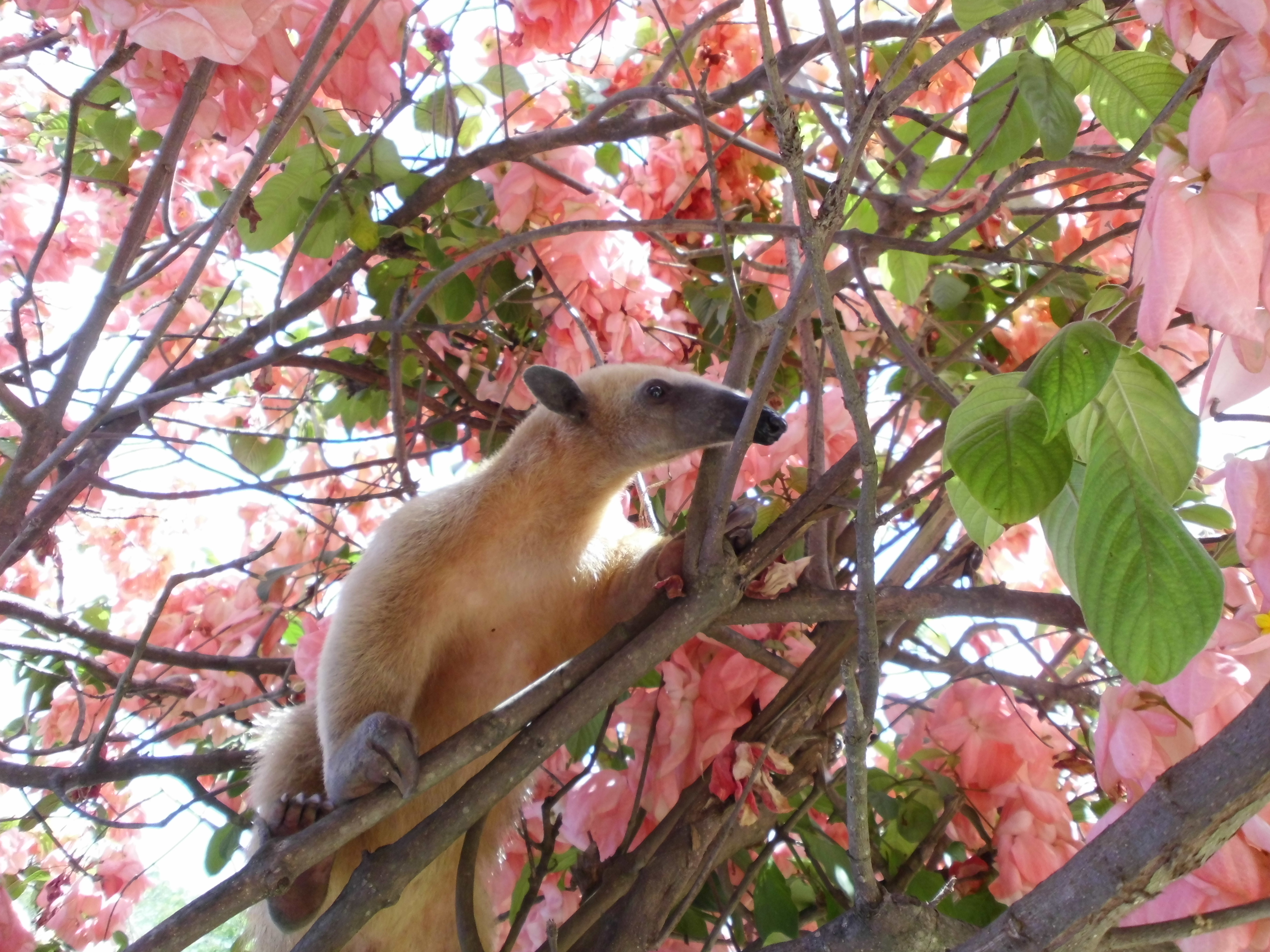
Südlicher Tamandua im Geäst

Generell lebt der Südliche Tamandua einzelgängerisch und ist sowohl tag- als auch dämmerungs- beziehungsweise nachtaktiv, allerdings nimmt die Nachtaktivität dort zu, wo er stärker von Menschen verfolgt wird. Ein Aktivitätszyklus dauert etwa acht Stunden, wobei bis zu drei Kilometer zurückgelegt werden. Hierbei wechseln bis zu viereinhalbstündige Tätigkeitsphasen mit bis zu anderthalbstündigen Ruhephasen ab. In stärker bewaldeten Gebieten ist die Tamanduaart befähigt, auf Bäume zu klettern. Dabei nutzt sie den langen, beweglichen Schwanz als Greiforgan und Äste zur Fortbewegung in den Bäumen, am Boden werden die langen Krallen der Vorderfüße nach innen gewandt, während das Hauptgewicht auf den Außenkanten der Füße liegt. Die Art bewegt sich eher langsam fort und ist im Gegensatz zum Großen Ameisenbären möglicherweise nicht befähigt, in einen schnellen Galopp zu verfallen. Einzelne Individuen unterhalten Territorien von 1 bis 3½, teilweise auch 4 km² Größe, die sich manchmal mit denen des Großen Ameisenbären überschneiden. Während des Schlafens zieht sich der Südliche Tamandua in Baumhöhlen, dichte Vegetation oder in Erdhöhlen zurück, die von anderen Säugetieren gegraben wurden, meist von Gürteltieren. Bei Untersuchungen im Panatal wurde er am häufigsten als Nachnutzer der Baue des Riesengürteltiers registriert. Darüber hinaus findet man ihn auch relativ häufig in verlassenen Termiten- und Ameisennestern, die er gelegentlich, ebenso wie jene der kleineren Gürteltiere, vergrößert, so dass ein durchschnittlich rund 19 cm breiter und 20 cm hoher Bau entsteht. In der brasilianischen Cerrado-Region wurde ein Tier beobachtet, das drei Tage hintereinander denselben Bau benutzte.

### Ernährung
Der Südliche Tamandua ernährt sich überwiegend von staatenbildenden Insekten, hierzu gehören vor allem Ameisen und Termiten, aber auch Bienen und Wespen, deren Nester er mit den scharfen Krallen seiner Vorderfüße aufbricht. Aufgrund seiner semiarborealen („teil-baumbewohnenden“) Lebensweise kann die Tamanduaart dabei sowohl boden- als auch baumbewohnende Kolonien aufspüren, wobei ihr guter Geruchssinn dabei behilflich ist. Die Fressdauer an einem einzelnen Nest ist aufgrund der chemischen Abwehr der Insekten eher kurz und beträgt zwischen 1 und 5 Minuten, so dass ein Tier täglich mehrere Kolonien aufsuchen muss. Unter den aufgenommenen Insekten werden neben den erwachsenen Tieren überdies deren Larven und Eier verspeist. Die Zusammensetzung der Nahrung variiert aber individuell. Zwei analysierte Mageninhalte zeigten einerseits 69 % Ameisen und 31 % Termiten, andererseits 95 % Termiten und 5 % Ameisen. Unter den Termiten werden in der Regel Arbeiter und Geschlechtstiere bevorzugt, Soldaten dagegen weniger. Sehr häufig können dabei Vertreter der Gattung Nasutitermes nachgewiesen werden, die aber nicht direkt an deren Nestern, sondern eher opportunistisch vertilgt werden. Andererseits sind aber auch häufig Ameisen der Gattungen Caponotus und Cephalotes nachgewiesen, dabei gelegentlich auch Ameisensoldaten. Für die Region des Gran Chaco ergaben Magenuntersuchungen insgesamt 11 verschiedene Ameisengattungen mit fast zwei Dutzend verschiedenen Arten als Nahrungsquelle des Südlichen Tamandua. Auch das Nahrungsverhalten ist recht unterschiedlich zwischen den einzelnen Individuen, so dass die gleiche Nahrungsressource von zwei Tieren unterschiedlich genutzt werden können. Bei der täglichen Nahrungsaufnahme fallen meist 30 bis 65 % Proteine und 10 bis 50 % Fett an, was sich innerhalb der einzelnen Nahrungsgruppen unterschiedlich verteilt. Neben den eigentlichen Insekten werden zudem Teile des Nestes verzehrt, etwa Honig oder Bienenwachs. Nur selten frisst der Südliche Tamandua auch pflanzliches Material wie Früchte oder Samen, beispielsweise der Süßgräser, sehr selten wurde bisher die Jagd auf Leguane und deren Verzehr beobachtet.

### Fortpflanzung
Über die Fortpflanzung des Südlichen Tamandua ist nur wenig bekannt. Der Östrus dauert im Durchschnitt 42 bis 43,5 Tage. Während der Brunft werben die Männchen um die Weibchen. Diese ist auch die einzige Phase, in der mehrere Individuen zusammenkommen. Das Werben erfolgt durch Schnüffeln, gegenseitiges Jagen oder Boxen. Die Tragzeit dauert zwischen 130 und 190 Tage, wobei sie unter Umständen auch nur 85 Tage betragen kann. In der Regel wird ein Junges geboren, welches bis zu sechs Monaten gesäugt wird; äußerst selten werden auch zwei Jungtiere geboren. Ein Jungtier wiegt zwischen 100 und 450 g und besitzt meist schon die Fellfärbung der erwachsenen Tiere, allerdings ist das Fell am Rücken deutlich länger. Das Muttertier trägt das Jungtier anfangs häufig auf dem Rücken, wo es vor allem lernt, Nahrung aufzuspüren. In Gefangenschaft aufgezogene Jungtiere nahmen in den ersten sechs Monaten bis zu 13,5 g täglich zu, danach bis zur Vollendung des ersten Lebensjahres rund 6,9 g. Die längste Lebensdauer eines Zootieres betrug neuneinhalb Jahre, die Lebenserwartung in freier Wildbahn ist unbekannt.

### Beutegreifer und Feindverhalten

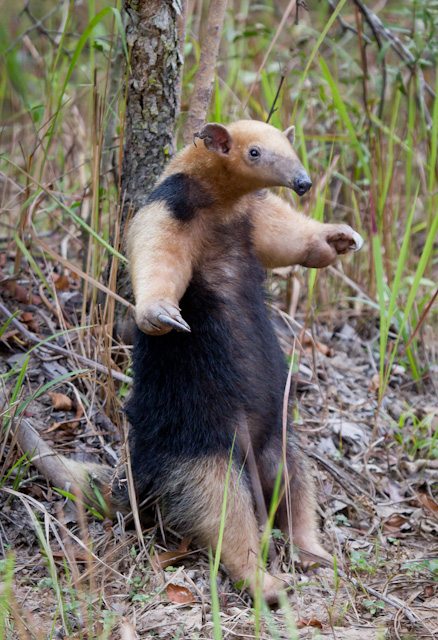
Aufgerichteter Südlicher Tamandua

Als größte Fressfeinde gelten Puma, Jaguar und Ozelot, allerdings können auch Füchse, kleinere Katzen und Harpyien einen Südlichen Tamandua erlegen. Untersuchungen im Gran Chaco ergaben nur jeweils 2 Hinweise an 106 Kotresten vom Jaguar sowie 95 Kotresten von Pumas auf das Erlegen des Südlichen Tamandua durch die beiden Katzenarten. Im brasilianischen Bundesstaat São Paulo konnten nur jeweils 1 Nachweis in 13 Fäzes des Pumas und 14 des Ozelots erbracht werden. Während einer Beobachtung von 10 Jaguaren, darunter je fünf männlichen und weiblichen Tieren, von Oktober 2001 bis April 2004 im südlichen Pantanal wurden insgesamt 7 erbeutete Südliche Tamanduas festgestellt, was lediglich 1,6 % aller erlegten Tiere in diesem Zeitraum ausmachte. Ein bedrohter Tamandua richtet sich auf den Hinterbeinen auf, häufig mit einem Stein oder Baumstamm im Hintergrund, und erhebt die Vorderfüße mit den scharfen Krallen beidseitig der Schnauze. Bei Angriffen führt er Hiebe mit den Krallen aus, die durchaus auch tödlich enden können.

### Parasiten
Äußere Parasiten umfassen vor allem Zecken aus der Gattung Amblyomma, Flöhe der Gattung Tiamastus und Mücken der Gattung Psoralges. Als innere Parasiten sind hauptsächlich Fadenwürmer wie Delicata, Graphidiops und Moennigia nachgewiesen, aber auch Kratzwürmer wie Gigantorhynchus und Bandwürmer wie Mathevotaenia konnten beim Südlichen Tamadua identifiziert werden. Weiterhin sind mit Eimeria auch Kokzidien als Parasiten festgestellt worden. Darüber hinaus fungiert die Tamanduaart als Träger des Protozoons Leishmania, welcher, übertragen durch Sandmücken, die Leishmaniose beim Menschen hervorrufen kann. Gelegentlich tritt auch die für den Menschen gefährliche Chagas-Krankheit auf, die durch den Einzeller Trypanosoma cruzi verursacht wird. Weiterhin erfolgte der Nachweis der Bakterien Leptospira als Erreger der Leptospirose und Brucella als solcher der Brucellose. Im Jahr 2018 konnte erstmals die Erkrankung eines Südlichen Tamandua am Hundestaupevirus belegt werden.

## Systematik
Der Südliche Tamandua ist eine Art aus der Gattung Tamandua, der außerdem noch der Nördliche Tamandua (Tamandua mexicana) angehört. Die Tamanduas wiederum sind Teil der Familie der Myrmecophagidae, denen auch der Große Ameisenbär (Myrmecophaga tridactyla) zugerechnet wird. Innerhalb der Unterordnung der Ameisenbären (Vermilingua) sind die Myrmecophagidae das Schwestertaxon der Cyclopedidae, zu denen die Zwergameisenbären (Cyclopes) als deren einziges heute lebendes Mitglied zu stellen sind. Anhand molekulargenetischer Untersuchungen wurde ermittelt, dass die Myrmecophagidae und die Cyclopedidae sich im Mittleren Eozän vor rund 38 Millionen Jahren trennten. Die Aufspaltung der Myrmecophagidae in die Entwicklungslinien von Tamandua und Myrmecophaga begann laut den gleichen Untersuchungen im Übergang vom Mittleren zum Oberen Miozän vor 13 Millionen Jahren.
Trotz der molekulargenetisch ermittelten, länger zurückliegenden Trennung der Tamanduas vom Großen Ameisenbären lässt sich die Gattung Tamandua fossil erstmals im Pleistozän Südamerikas fassen und ist auch aus dem Holozän recht gut belegt. Eine Vorgängerform der beiden Ameisenbärengattungen stellt möglicherweise Protamandua aus dem Santacruzium vor rund 16 Millionen Jahren dar und vermittelt in ihrer Größe zwischen Tamandua und Cyclopes, ist aber stärker generalisiert als diese beiden. Etwas jünger datiert Neotamandua aus dem Oberen Miozän der La-Venta-Formation in Kolumbien und dem Pliozän der Araucano-Formation in Argentinien, morphologischen Untersuchungen zufolge ist dieser wahrscheinlich näher mit Myrmecophaga verwandt.

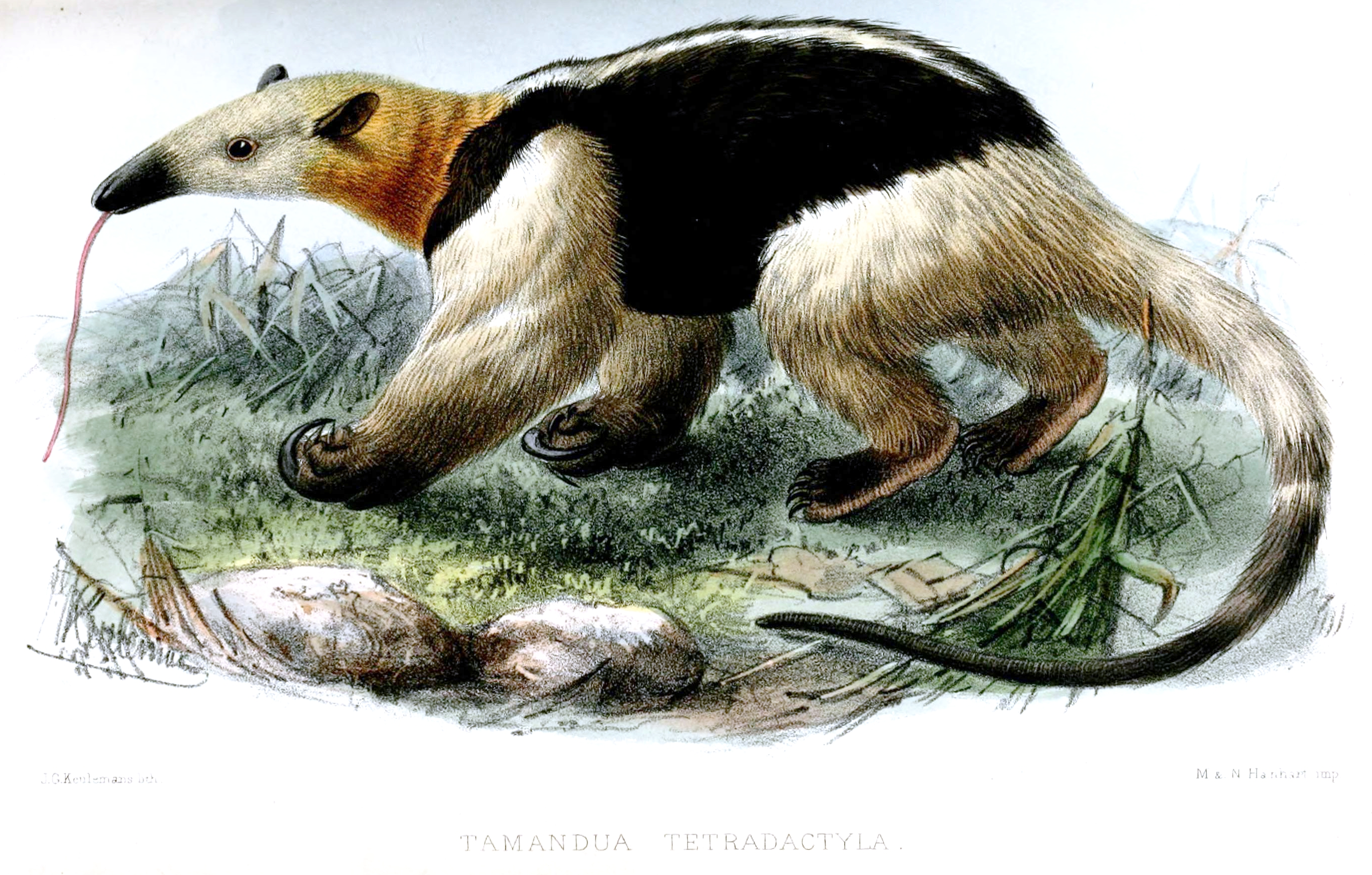
Historische Zeichnung des Südlichen Tamandua von J. G. Keulemans, 1871

Es können die folgenden vier Unterarten unterschieden werden:
- T. t. nigra (Geoffroy, 1803); nördliches Brasilien, südöstliches Kolumbien, Venezuela, Guyana, Suriname, Französisch-Guayana
- T. t. quichua Thomas, 1927; östliches Peru, östliches Ecuador, Acre
- T. t. straminae (Cope, 1889); südwestliches Brasilien, nördliches und östliches Bolivien, Paraguay, Uruguay, nördliches Argentinien
- T. t. tetradactyla (Linnaeus, 1758); östliches Brasilien

Der Südliche Tamandua wurde im Jahr 1758 von Carl von Linné (Linnaeus) als Myrmecophaga tetradactyla erstmals wissenschaftlich benannt, wobei er der Gattung Myrmecophaga überdies den Zwergameisenbären Cyclopes didactylus und den Großen Ameisenbären (Myrmecophaga tridactyla) als weitere Arten zuwies und diese anhand der Anzahl der krallenbewehrten Vorderfußzehen unterschied. Als Typuslokalität für den Südlichen Tamandua gab Linnaeus „America Meridionali“ an. Der Gattungsname Tamandua wurde erstmals 1825 von John Edward Gray benutzt, ohne eine spezielle Art zu erwähnen, dabei betrachtete er die Ameisenbären aber als eine Unterfamilie der Gürteltiere. Bereits 1821 hatte Gray jedoch den Begriff „Tamandua“ als Artepithet für Myrmecophaga tamandua benutzt, aus dem Jahr 1843 stammt die wissenschaftlich erste, heute korrekte Verwendung als Tamandua tetradactyla, ebenfalls seitens Gray. Der Name „Tamandua“ stammt aus der Tupi-Sprache Brasiliens und setzt sich aus den Wörtern tacy („Ameise“) und monduar („fangen“) zusammen. Nach Europa vermittelt wurde das Wort über das Portugiesische (tamanduá). Lange Zeit galt die Gattung Tamandua mit der Art Tamandua tetradactyla als monotypisch, erst 1975 spaltete Ralph M. Wetzel den Nördlichen Tamandua (Tamandua mexicana) aufgrund zahlreicher morphologischer und morphometrischer Abweichungen vom Südlichen Tamandua ab.

## Bedrohung und Schutz

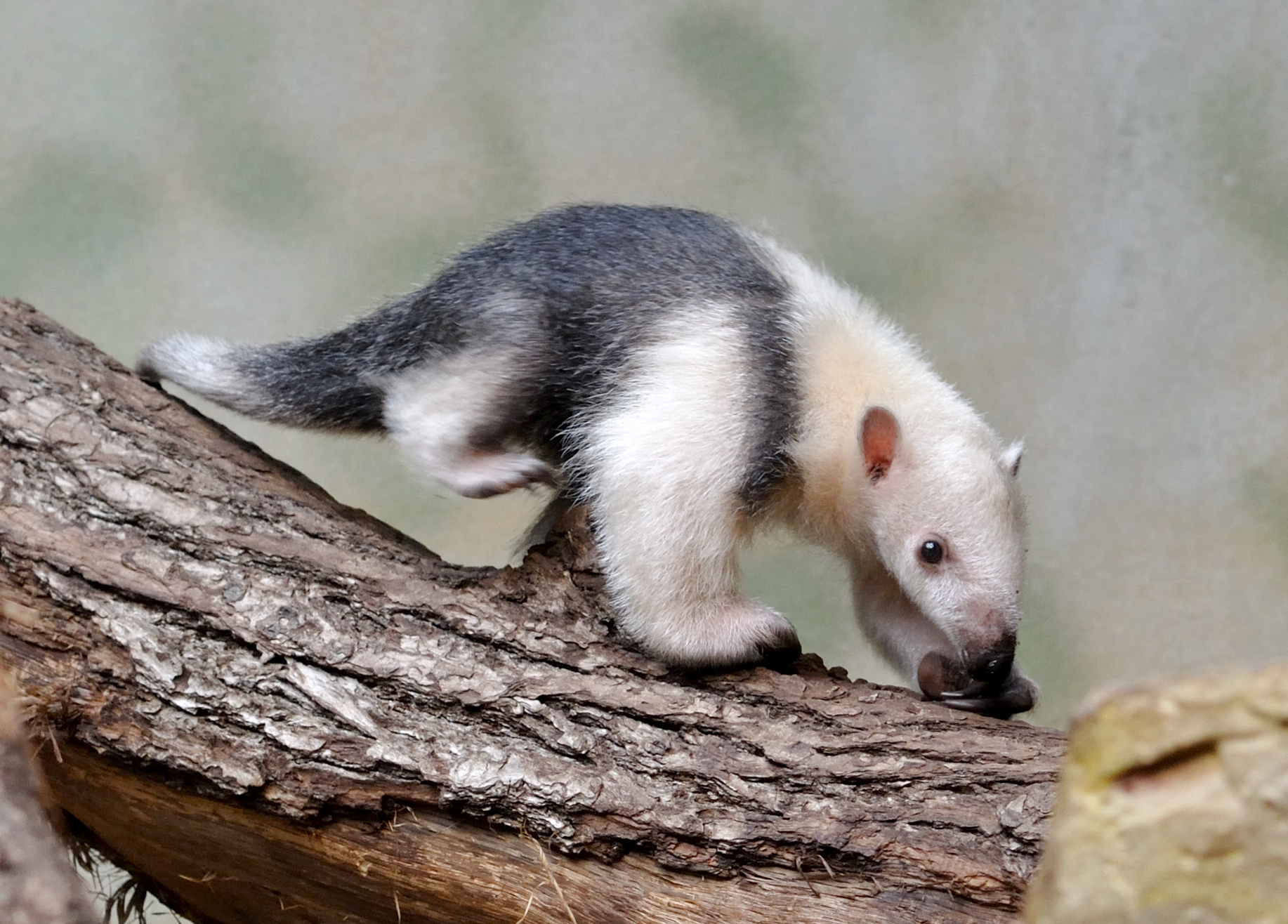
Südlicher Tamandua im Frankfurter Zoo

Der Südliche Tamandua wird teilweise als Nahrungsressource gejagt, in einigen Gegenden seines Verbreitungsgebietes gilt er aber aufgrund seines schlechten Geruches als weniger genießbar. Eine Studie unter der Volksgruppe der Waimiri Atroari im zentralen Amazonastiefland, die von 1993 bis 1994 über ein Jahr lief, ergab, dass die damals rund 800 Personen zählende Ethnie innerhalb dieses Zeitraumes insgesamt 2 Exemplare dieser Ameisenbärenart erlegte. Mit einem Gesamtgewicht von nur 5 kg ergab dies einen Anteil von 0,02 % der gesamten, über das Jahr von den Waimiri Atroari erlegten Biomasse. Teilweise gelten die zu Pulver zermahlenen Knochen als Heilmittel gegen Thrombose, weiterhin werden einzelne Tiere von Hunden getötet oder sind Opfer von Verkehrsunfällen. In einigen Regionen wird der Südliche Tamandua auch als Haustier gehalten. Größeren Einfluss auf den Gesamtbestand haben die Zerstörung der Landschaften und die Ausbreitungen der menschlichen Siedlungen und Wirtschaftsflächen, vor allem von Eukalyptusplantagen. Ebenso hat natürliches Feuer einen negativen Effekt auf die Wildpopulationen. Aufgrund der weiten Verbreitung wird der Südliche Tamandua von der IUCN als „nicht gefährdet“ (least concern) gelistet. Er kommt in zahlreichen Naturschutzgebieten vor, so im Saracá-Taquera-Nationalwald und im Nationalpark Emas, beide Brasilien.